# Princeton, Indiana
Princeton är en stad (city) i Gibson County, i delstaten Indiana, USA. Enligt United States Census Bureau har staden en folkmängd på 8 642 invånare (2011) och en landarea på 13,1 km². Princeton är huvudort i Gibson County.